# CioccolaTò
CioccolaTò è la kermesse del cioccolato artigianale che si svolge ogni anno a Torino dal 2003, dopo il trasloco di Eurochocolate (ospitata all'ombra della Mole dal 2000 al 2002). Durante la manifestazione vengono allestiti numerosi spettacoli, eventi culturali, giochi e iniziative per ragazzi. In uno spazio espositivo è presente una vera e propria fabbrica del cioccolato: le lavorazioni possono essere seguite in diretta durante l'intera giornata. L'ultima domenica della fiera si svolge per le vie del centro la caccia al gianduiotto: una caccia al tesoro con trenta squadre in cui è vietato l'uso dell'auto per gli spostamenti.

## Storia
Organizzata fin dagli esordi da Articiok, l'associazione non ha potuto organizzare l'edizione del 2010 per un problema col bando di gara. Dopo un anno d'assenza la rassegna torna nella città subalpina in una doppia edizione, organizzata dal Gruppo Apice Srl, società di Perugia che ha vinto il bando per la gestione del marchio fino al 2015.
Dopo due anni di pausa per intoppi burocratici e giudiziari, la manifestazione è ritornata nel 2018, edizione che ha registrato il record di partecipazione con più di 400.000 presenze (affluenza poi ripetutasi nel 2019).
La pandemia di COVID-19 ha comportato l'annullamento dell'edizione del 2020. Dopo un altro anno di assenza nel 2021, la manifestazione ha ripreso con l'edizione del 2022.
In seguito alla pausa osservata nel 2024, l'evento riprenderà nel 2025 con un format completamente rinnovato.